# Kostel svatého Vavřince (Luka)
Kostel svatého Vavřince je římskokatolický kostel zasvěcený svatému Vavřinci ve vsi Luka v okrese Karlovy Vary. Od roku 1964 je chráněn jako kulturní památka.

## Historie
Dle písemných pramenů byl kostel založen už v roce 1363. Následně byl v roce 1722 barokně přestavěn. V roce 1806 došlo k renovaci kostela a následně v roce 1822 došlo k rozsáhlé opravě kvůli větrné bouři, při níž se zřítila i věž kostela. Dalšími opravami a úpravami kostel prošel v letech 1904 až 1926.
Kostel je využíván k bohoslužbám. Na stavu kostela se podepsala dlouhá léta působící vlhkost. Došlo k poškození vnější omítky a k pronikání vlhkosti do interiéru a krovu kostela. Po opravě střešní krytiny a krovu by se celkový stav mohl stabilizovat, nebo i zlepšovat po vyschnutí dlouhá léta navlhlých zdí, omítek apod. Bohužel vlhkost pronikající střechou porušila malby na dřevěném neckovitém stropu. Malá část malby již prošla renovací, plánovaná je renovace celé malby.
V roce 2007 byla dokončena poslední třetina fáze fixace dřevěného stropu, oprava krovu v levé části za věží. V roce 2008 byly zahájeny opravy krovu nad levou stranou hlavní lodi kostela. V roce 2009 pokračovaly práce na opravě krovu hlavní lodi – levá strana 7,5 m, dále byl opraven krov věže a zvonová stolice. V roce 2011 byla dokončena celá oprava krovu nad hlavní lodí kostela a byly zahájeny práce na výměně střešní krytiny. O rok později 2012 byla vyměněna střešní krytina věže a proběhla další oprava krovu, kříže na věži a hromosvodu.

## Stavební podoba a zařízení
Kostel je jednolodní s trojboce uzavřeným presbytářem a s hranolovitou, v patře pak osmibokou věží na jižní straně lodi. V podélných zdech kostela jsou tři vysoko položená obdélná, polokruhově zakončená okna. V roce 1686 byly pořízeny dva nové zvony, nicméně v období první světové války byly některé ze zvonů zabaveny. Loď i presbytář prosvětlují obdélná polokruhově zakončená okna. V západní fasádě je obdélný portál s trojúhelným štítem. Střecha věže zakončena cibulovou bání. Presbytář je zaklentu valenou klenbou s lunetami. Loď je kryta prkenným neckovitým stropem s vyobrazením Nanebevzetí Panny Marie a se symboly evangelistů. Empora je dřevěná. Nad sakristií sklenutou valbovou klenbou s lunetami je oratoř. Hlavní oltář s vyobrazením svatého Vavřince pochází z doby kolem roku 1700. Další oltář svatého Jana Nepomuckého pochází z doby kolem roku 1740. V kostele se nachází ještě třetí oltář Čtrnácti svatých pomocníků pocházející z konce 17. století. Šestiboká kazatelna pochází z počátku 17. století a je zdobena reliéfy evangelistů, hlavami andílků a boltcovým ornamentem. Varhany pocházejí z poloviny 18. století, umístěny jsou v rokokově zdobené skříni. Lavice v kostele pocházejí rovněž z poloviny 18. století